# Panorpa striata
Panorpa striata är en näbbsländeart som först beskrevs av Tsutome Miyake 1908. 
Panorpa striata ingår i släktet Panorpa och familjen skorpionsländor. Inga underarter finns listade i Catalogue of Life.